# 神經衰弱
神經衰弱，是一個在20世紀初受當時的西方醫學影響而傳入中國的術語，用以表示人體神經實際上的機械性衰弱。其英語（Neurasthenia）在早至1829年就有使用，且它不是後來的神經病學家喬治·米勒·比爾德所使用的「神经质」（nerves），當中「神经质」較為隱喻。
神經衰弱在1869年首次用作精神病理學上的術語，其亦是由比爾德開創此一先例。用以表示一種疾病，當中症狀包括疲勞、焦慮、頭痛、心悸，高血壓、神經痛，以及抑鬱。
神經衰弱目前仍是中華醫學會精神病學分會的CCMD-3的一項診斷項目。但它不再包含於世界卫生组织的ICD-11及美國精神醫學學會的DSM-V中。
美國人被認為特別容易發生神經衰弱，為此人們为神经衰弱起了一個別名——「Americanitis」（由威廉·詹姆斯推廣）

## 病徵
此一疾病被比爾德認定為中樞神經系統的能量耗盡所致，他亦把此一疾病的起因歸因於現代文明。當時比爾德那一派别的醫生都將神經衰弱與城市化和壓力扯上關係。並聲稱這是競爭日益激烈的商業環境所致。那時亦認為神經衰弱與久坐的專業人士和上流人士特別有關係，但可適用於任何居住在貨幣體系內的人。
弗洛伊德則把許多身體症狀納入此一分類中，當中包括疲勞、消化不良伴胃氣脹、脊柱性刺激，以及顱內壓升高的跡象。與當時的一些人一樣，他認為這種病症是由性交中斷、性欲节制所致 。後來，弗洛伊德提出，在自慰及性交中斷中，會產生對生物體有毒的物質，因為它們倆都是「不能滿足原欲（Libido）的性釋放。」，換句話說神經衰弱是（自體）中毒的結果。後來，他亦把神經衰弱與焦慮性神經症區分開來，儘管他認為在許多情況下，兩種病症都會同時出現。

## 當代觀點
神经衰弱在20世紀时仍是一種流行的診斷，最終普遍認為它是一種行為問題，而不是一種生理疾病（排除了「病毒後綜合徵」後）。就當代的醫學診斷而言，神經衰弱在很大的程度上都已被廢除，不再是常見的診斷。ICD-10把其歸類於「F48－其他的神經症性障礙」中。
其他觀點則把其視作自主神经紊乱——自主神经的「不平衡」。

## 參看
- 精神病
- 抑鬱症
- 恐懼症
- 強逼症
- 焦慮症

## 外部連結
- 明報健康網
- 香港醫學會对神经衰弱的介绍